# Шумшу
Шумшу (яп. сюмусю-то) е най-северният от Курилските острови. Първият Курилски проток отделя острова от Камчатка, а Вторият Курилски проток на югозапад го отделя от остров Парамушир. Шумшу е част от Сахалинска област.
Шумшу е дълъг 30 km, площта му е 231,4 km², най-висока точка е връх Мацуго (189 m). Това е най-ниският от големите Курилски острови. Тук има няколко пресноводни езерца, рекички и заблатени участъци. Бреговете са обрасли с ламинария. Срещат се различни видове тюлени и морски слонове. Островът се обитава от дребни гризачи, лисици, а от Камчатка доплуват често и мечки.
Преди да стане част от Русия островът е бил населен от народа айну. От началото на XXI век на него няма постоянно население. Съществуват гранична застава и морски фар. В миналото тук са съществували няколко селца наречени Козиревское, Байково, Бабушкино, Саушкино, Северний. В близост до Байково е разположено изоставено бивше японско летище. И днес целият остров пази следи от японското военно присъствие. Тук има редица укрепителни съоръжения, складови помещения. Навсякъде има остатъци от танкове, самолети, авиационни бомби, снаряди и патрони.